# Alfons Walde
Alfons Walde (8 de febrero de 1891 - 11 de diciembre de 1958) fue un arquitecto y artista austriaco. Conocido por sus paisajes de invierno, sus imágenes de cultivo y especialmente por las escenas deportivas como el esquí, así como pinturas con témperas o de aceite. Muchas de sus pinturas se pueden ver en la galería del museo Kitzbühel.

## Biografía
Nació en 1891, hijo del profesor Franz Walde y de María Walde en el entonces St. Johann en Tirol Oberdorf. En 1892 la familia se trasladó a Kitzbühel, donde Alfons padre era director. A partir de 1903, asistió a la escuela secundaria en Innsbruck, donde se graduó en 1910 con honores. En esta escuela se presentó por primera vez sus habilidades artísticas en forma de acuarelas y pinturas al temple en el estilo del expresionismo. De 1910 a 1914 estudió en el bosque de la Universidad Técnica de Viena. En ese momento se quedó con su tía en Kirchdorf, en Alta Austria.
Con tonos suaves y cálidos y acuarela pintó las masías, campos y jardines. Expone sus pinturas por primera vez en 1911 y 1913 en la librería Czichna. Entre 1914 y 1918 se trasladó como voluntario en el Estado Regimiento de Fusileros de Austria y en 1915 fue ascendido a cadete, después de alférez. Su campo de aplicación era en Tirol del Sur en el Monte Piano y al Pasubio y en Bosnia. Para su uso en la Primera Guerra Mundial; fue galardonado varias veces.
En 1917 regresó como teniente de la entonces Kaiserschützen a las tropas de Bosnia y comenzó en 1918 a estudiar de nuevo. A finales de 1918 se inició de nuevo en Kitzbühel, pintó óleos como parque de atracciones en Kitzbühel o iglesias. Pero él también creó desnudos como 'Bañistas en Schwarzsee'. Walde mismo fundó en 1923 'Kunstverlag Alfons Walde', que conducía a sus imágenes favoritas como postales y más tarde como las impresiones del arte. Los diseños más demandados se pintaron en muchas copias. Este aumento de la producción de imágenes le llevó junto a la acusación del pintor de masas, a una gran popularidad internacional. En 1924 ganó el primero y el segundo premio en el concurso de la Oficina Nacional de Turismo del Tirol. En 1925 se casó con Hilda Lackner de Kitzbühel. En el mismo año participó en la Bienal de Romana en Roma y fue galardonado con el premio de la Fundación Julius Imperio artista. En 1928 hizo su solitaria Alm (Berghof, 1928), óleo sobre tabla, que tuvo lugar en 2009 a un costo de € 390,000.00 para un comprador.
Alrededor de 1928 Walde finalmente encontró su propio estilo, que dio expresión tanto para el paisaje de montaña de Tirol – particularmente de sus paisajes invernales – y a su gente mediante el uso de dibujos altamente reducidos y coloración en colores pastel. A lo largo de su carrera artística se encargó de rendir homenaje a su patria manteniendo el mismo estilo.
Después de 1930, antes de su muerte en 1958 Alfons Walde trabajó únicamente en proyectos arquitectónicos.
Alfons Walde murió de paro cardíaco el 11 de diciembre de 1958 en Kitzbühel.

## Literatura
- Gert Ammann: Alfons Walde-Tyrolia
- Museum Kitzbühel - Dauerausstellung Alfons Walde Hinterstadt 32, Kitzbühel 6370.